# Paracondylactis
Paracondylactis is een geslacht van zeeanemonen uit de familie van de Actiniidae.

## Soorten
- Paracondylactis hertwigi (Wassilieff, 1908)
- Paracondylactis sinensis Carlgren , 1934